# Kaakkurijärvi (Gällivare socken, Lappland, 745918-170548)
Kaakkurijärvi är en sjö i Gällivare kommun i Lappland och ingår i Kalixälvens huvudavrinningsområde.